# The Walk (película)
The Walk (conocida como El desafío en España y En la cuerda floja en Hispanoamérica) es una película dramática estadounidense de 2015, dirigida por Robert Zemeckis y escrita por Zemeckis y Christopher Browne. Está basada en la historia real del funámbulo francés Philippe Petit. Los protagonistas son Joseph Gordon-Levitt, Ben Kingsley, Charlotte Le Bon, James Badge Dale, Ben Schwartz y Steve Valentine. La cinta se estrenó en Estados Unidos el 26 de septiembre de 2015, en el Festival de Cine de Nueva York, antes del estreno limitado en IMAX 3D el 30 de septiembre y el 9 de octubre en 2D y 3D por TriStar Pictures. La película estuvo dedicada a las víctimas de los ataques del 11-S.

## Sinopsis
En 1974, el artista callejero francés Philippe Petit está tratando de ganarse la vida en París haciendo malabares y caminando sobre alambre, para disgusto de su padre. Durante una actuación, come un caramelo duro que le dio un miembro de la audiencia y se lastima un diente. Visita al dentista y, mientras está en la sala de espera, ve una imagen en una revista de las Torres Gemelas en la ciudad de Nueva York. Analiza la foto y decide convertir en su misión caminar por la cuerda floja entre los dos edificios. Mientras tanto, su padre lo desaloja de la casa de sus padres, citando su falta de ingresos y el hecho de que es un artista callejero. Philippe regresa al circo que lo inspiró a caminar con alambre cuando era niño y practica en la carpa fuera de horas, pero es atrapado por Papa Rudy, a quien impresiona con sus habilidades de malabarismo. Mientras actuaba un día, Philippe conoce a una mujer y una compañera artista callejera llamada Annie, y comienzan una relación romántica. También explica que aunque él no lo sabía en ese momento, ella fue su primer "cómplice". Él le cuenta a Annie sobre su sueño de caminar entre las torres del World Trade Center y ella lo apoya y le brinda un lugar perfecto para practicar en su escuela de música. Philippe conoce a un fotógrafo llamado Jean-Louis y se hace amigo de él, quien se convierte en el fotógrafo oficial de Philippe y en el segundo cómplice de su "golpe".
Philippe le pide a Papa Rudy consejos y sugerencias sobre atar nudos y aparejos de cuerdas, a lo que Papa Rudy acepta como compensación. Después de fracasar en su primera actuación real al caer a un lago, Philippe decide intentar caminar sobre la Catedral de Notre Dame en París para redimirse. Lo logra con el apoyo de Jean-Louis, pero es arrestado en el proceso. Jean-Louis presenta a Jeff, otro cómplice que tiene  miedo a las alturas, a Philippe y Annie, mientras explica su idea de usar un arco y una flecha atados a un hilo de pescar para pasar el cable a través de las Torres. Philippe y Annie luego viajan a Estados Unidos, fijando la fecha de la caminata como el 6 de agosto de 1974. Philippe se disfraza para espiar a los equipos de construcción y explorar los lugares, empalándose el pie con un clavo en el proceso. En un momento, conoce a un hombre que revela que es fanático de Philippe y lo vio en Notre Dame. Se presenta como Barry Greenhouse, un vendedor de seguros de vida que trabaja en el edificio y se convierte en un miembro más del equipo de Philippe. También conocen al vendedor de productos electrónicos de habla francesa J.P., al fotógrafo aficionado Albert y al fumeta David. La pandilla repasa el plan varias veces, terminando con la idea de que Philippe debe estar en el cable antes de que lleguen los equipos de construcción a las 7:00 a. m..
En la víspera del evento, la pandilla se enfrenta a varios desafíos, como estar tres horas atrasado en el horario, guardias en las instalaciones y casi dejar caer el pesado cable del techo. Sin embargo, ensartaron con éxito las cuerdas y colocaron los cables. Philippe comienza su caminata, explicando que todo a su alrededor se desvaneció una vez que comenzó, excepto el cable y él mismo, y que por primera vez en su vida se sintió verdaderamente agradecido y en paz. Cruza con éxito la brecha entre las torres mientras la multitud de abajo lo anima. Una vez que llega, siente la necesidad de volver, por lo que vuelve a caminar por el vacío. En un momento, se arrodilla ante su audiencia e incluso se acuesta. La policía llega y amenaza con sacarlo en helicóptero si no se baja, pero Philippe sigue caminando sin descanso de un lado a otro hasta que logra la hazaña un total de seis veces en su actuación de 45 minutos y se siente lo suficientemente confiado como para lucirse. ocasión antes de ser ordenado por la policía local. Es arrestado en el lugar, y la policía y los trabajadores de la construcción lo felicitan por su valentía. Philippe y sus cómplices finalmente son liberados y él decide quedarse en Nueva York, pero Annie elige seguir su sueño y regresar a París. El gerente del edificio le da a Philippe un pase libre a las plataformas de observación de ambas torres, y Philippe le da una última mirada a la cámara, con las Torres Gemelas al fondo, mientras lamentablemente dice que la fecha de vencimiento del pase fue tachada y cambiada a "para siempre" (mencionando indirectamente los atentados del 11 de septiembre de 2001 cuando las torres fueron recordadas en cambio por algo que impactó al mundo).

## Reparto
- Joseph Gordon-Levitt como Philippe Petit.
- Charlotte Le Bon como Annie Allix.
- Ben Kingsley como Papa Rudy.
- Clément Sibony como Jean-Louis.
- James Badge Dale como Jean-Pierre.
- César Domboy como Jeff.
- Ben Schwartz como Albert.
- Benedict Samuel como David.
- Steve Valentine como Barry Greenhouse.

## Producción

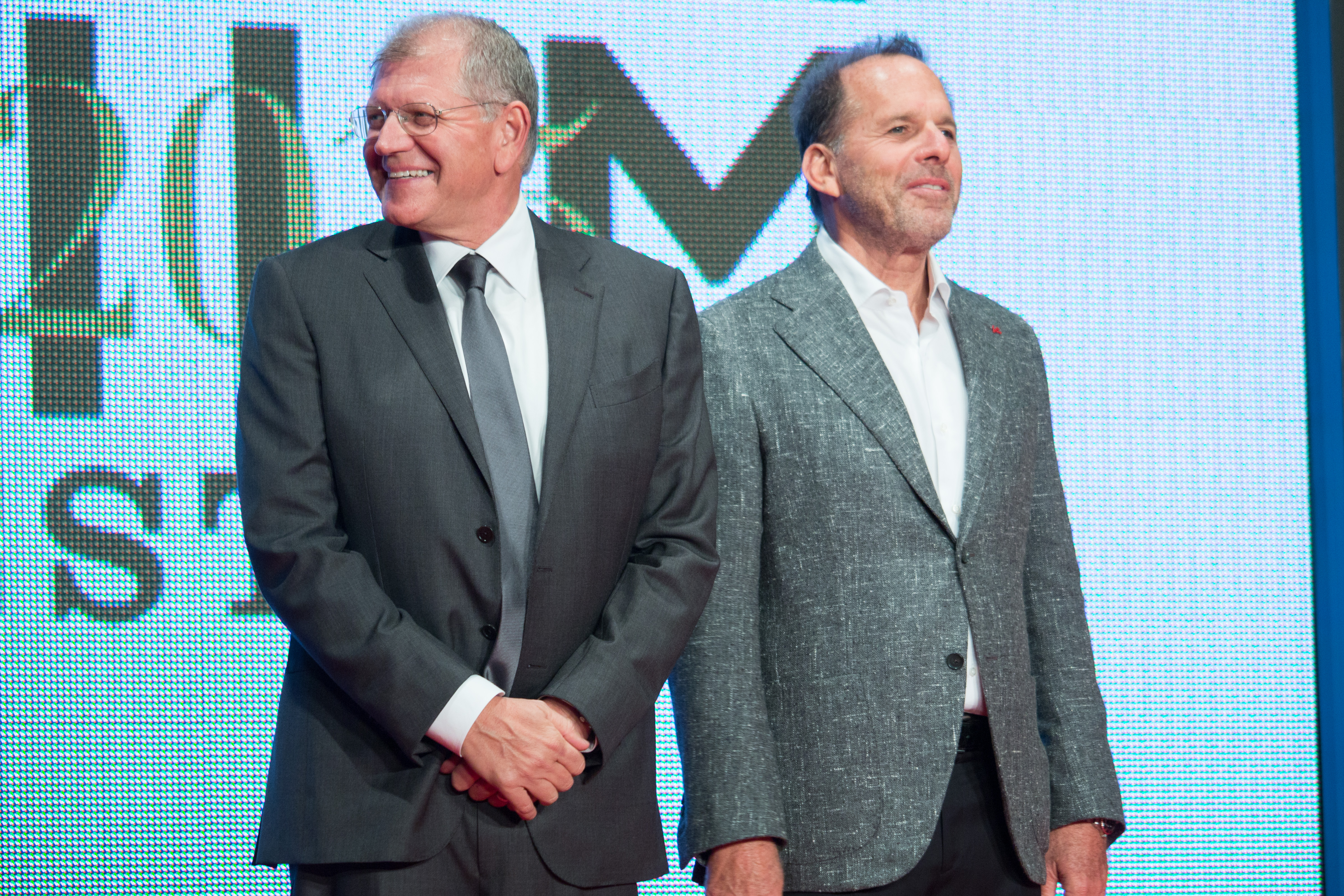
Robert Zemeckis (izquierda) y el productor Jack Rapke en el estreno de la película en el Festival de Cine Internacional de Tokio.

El 23 de enero de 2014 se anunció que Robert Zemeckis dirigiría una película basada en la historia del funambulista francés Philippe Petit. También se confirmó que Zemeckis quería que Joseph Gordon-Levitt protagonizara la película como Petit. El 24 de febrero del 2014, Joseph Gordon-Levitt fue confirmado en el reparto. El 25 de abril de 2014, Charlotte Le Bon, Ben Kingsley y James Badge Dale se unieron al mismo. El 6 de mayo de 2014, Steve Valentine también se unió, y el 20 de mayo del mismo año Ben Schwartz se sumó igualmente. El rodaje comenzó el 26 de mayo de 2014 en Montreal, Canadá, y finalizó el 6 de agosto del mismo año.

## Recepción
La película recibió un 85% de aprobación en el sitio web especializado Rotten Tomatoes, con reseñas mayoritariamente favorables.